# Mayte Yerro
María Teresa Yerro Larrauri, más conocida como Mayte Yerro (Lerín, Navarra, 1965), es una cantante y actriz española.

## Biografía
Nació en la población navarra de Lerín en 1965. Estudió Filología y Arte Dramático en Madrid con José Carlos Plaza. Más tarde se tituló como profesora de cante clásico.
En 2008 estrenó en el auditorio del Museo Reina Sofía la obra Déjamever junto a Toni Pascual.

## Filmografía
- Evita (1996)
- Keer uw boot om en bid (1995)
- La ardilla roja (1993)